# 最终幻想Brigade
《最终幻想Brigade》是由史克威尔艾尼克斯为Mobage兼容手机开发发行的最终幻想电子游戏。游戏和其它传统最终幻想作品相似，都使用了世界地图和迷宫，然而游戏以社交为主。游戏在日本有250万用户，但评论却认为游戏缺乏打磨与声音。

## 游戏玩法
游戏有传统最终幻想作品的角色扮演游戏特性，但更聚焦于社会互动。通过多人模式，玩家可以和朋友一起游戏。游戏使用了系列职业、飞空艇、装备和召唤兽的特征。游戏由展示、武僧、小偷、白魔法师、黑魔法师和赤魔法师这些基本职业，他们皆可发展为各种不同类型的高级职业。玩家可以和他人组队完成任务、获得道具、发展力量以及击败反派。

## 剧情
很久以前，国家由两颗水晶守护。然而因为怪物的入侵，其中一颗破碎并散落世界各处。另一颗失去了光芒。只有古老的召唤兽可以让水晶恢复原有的光芒，玩家可以乘坐他/她的飞空艇决定旅行，并像召唤兽展示他/她的力量。日本更新版可允许玩家匹配自定角色，以及最终幻想中和反派对战的经典英雄。游戏还跨界出现了其它最终幻想系列游戏中的角色，包括《最终幻想XIII-2》的帕拉多，他会发生一个特殊事件，成功会获得一个特殊奖励。萨菲罗斯在2013年2月的“Cloudy Wolf”事件中出现。

## 开发
史克威尔艾尼克斯在开设公司与Mobage合作的公告站点中，最早暗示了该游戏。公司时任总裁和田洋一在2011年12月2日公布了《最终幻想Brigade》的消息。这是史克威尔艾尼克斯首个有关最终幻想的免费手机游戏。游戏由史克威尔艾尼克斯第一制作部开发。游戏与2011年12月中旬开始封闭测试，2012年1月6日游戏正式发行。游戏还曾有智能机版本的消息宣布，钒发售日期从未公布。游戏的美工风格和另一游戏《最终幻想 节奏剧场》相似。游戏在日本和韩国由DeNA销售，其中韩国由多音通信本地化，于2012年11月30日发行，史克威尔艾尼克斯和DeNA宣布游戏将于北美iOS设备发售。在给北美玩家的官网页面注册，在游戏推出时会受到消息，同时还会给他们赠送三个月期的《最终幻想VII》克劳德召唤。

## 评价
游戏在发售十三天内达到50万用户，一个月内注册用户上升至一亿。截至2012年3月，游戏有200万注册用户，到了7月游戏在日本有250万用户。日本还有销售游戏Mobi币卡。
Kotaku称游戏“非常令人失望”，认为游戏缺乏功能，包括没有任何音效或音乐，同时非常缺乏打磨。